# Kytösensaari (ö i Kuopio)
Kytösensaari är en ö i Finland. Den ligger i sjön Suvasvesi och i kommunen Kuopio i den ekonomiska regionen  Kuopio ekonomiska region  och landskapet Norra Savolax, i den centrala delen av landet, 300 km nordost om huvudstaden Helsingfors. Öns area är 4,3 hektar och dess största längd är 430 meter i nord-sydlig riktning.